# Георгий (Паньковский)
Архиепископ Георгий (в миру Мариуш Паньковский, пол. Mariusz Pańkowski; 4 августа 1974, Белосток) — архиерей Польской православной церкви, архиепископ Вроцлавский и Щецинский. C 2010 года — ординарий Военного ордината Войска польского, лейтенант.

## Биография
В возрасте 12 лет стал прислуживать в соборе святого Николая в Белостоке.
В 1989 году поступил в мужской монастырь Благовещения Пресвятой Богородицы в городе Супрасль.
Обучался в православной Варшавской духовной семинарии, которую окончил с отличием в 1993 году, одновременно сздав экзамен зрелости.
17 декабря 1993 года был пострижен в рясофор.
В 1994—1999 годах продолжал обучение на богословском факультете Афинского университета. Тогда же сдал государственный экзамен на владение греческим языком.
1 января 1995 года архиепископом Белостокским Саввой (Грыцуняком) был рукоположен во диакона. 10 сентября 1998 года в Супрасльской обители принял малую схиму и был наречен Георгием, в честь преподобного Георгия Хозевита. 15 октября 1998 года патриархом Константинопольским Варфоломеем в Софийском храме Белостока был рукоположен во иеромонаха.
В 1999 году в Христианской богословской академии в Варшаве под руководством митрополита Варшавского Саввы защитил диссертацию на тему «Учение святого Григория Паламы о нетварном свете» и получил степень магистра богословия.
30 марта 1999 года был возведён в игуменское достоинство, а 4 мая 1999 года принял должность наместника мужского ставропигиального монастыря святого Онуфрия в Яблечне, на которой оставался до избрания епископом. 3 апреля 2000 года был возведён во архимандрита.
30 января 2003 года защитил докторскую диссертацию на тему «Мистика света в традиции Вселенской Церкви», написанную под руководством митрополита Саввы. C 3 февраля 2003 года преподавал в Христианской богословской академии и православной духовной семинарии в Варшаве. Читал лекции по основному богословию, гомилетике и церковнославянскому языку.
C 1 октября 2006 года — исполняющий обязанности заведующего кафедрой православного практического богословия в Варшавской богословской академии.
Много раз состоял в официальных делегациях Польской Православной Церкви к другим Поместным Церквам — Константинопольской (1998 и 2000), Иерусалимской (2001, Греческой (2002 и 2005), Александрийской (2003) и Кипрской (2006).
Стал известен как ответчик на вопросы в портале «Cerkiew.pl». В его ответах выражалось уважение к спрашивающим и готовность делиться своими знаниями.

### Архиерейство
Единогласно избран Архиерейским Собором Польской Православной Церкви епископом Семятычским, викарием Варшавской митрополии. Его архиерейская хиротония была совершена 27-28 января 2007 года в Варшавском кафедральном соборе Марии Магдалины митрополитом Варшавским и всея Польши Саввой. На торжествах присутствовали православные архиереи и священники из Польши, Украины, Канады и Греции.
9 июня 2010 года в Варшаве на чрезвычайном заседании Собора Епископов Польской Православной Церкви была выдвинута его кандидатура на должность Православного Ординария Войска Польского вместо трагически погибшего Мирона (Ходаковского). На вакантную кафедру был избран единогласно.
23 июня 2010 года Чеслав Пёнтас от имени Министра Национальной Обороны Богдана Клиха вручил ему номинацию на должность Православного Военного Ординария в Православном Ординате Войска Польского.
12 октября 2010 года состоялась его настолование на кафедру Православного Ординария Войска Польского а также официальная встреча с Войском.
3 ноября принёс военную присягу в Высшей Офицерской Школе Воздушных Сил в Демблине.
9 мая 2011 года получил первое офицерское звание.
В октябре 2015 года в Шамбези вместе с протоиереем Андреем Кузьмой представлял Польскую православную церковь на Пятом Всеправославном предсоборном совещании.
16 мая 2017 года на заседании Собора епископов Польской Автокефальной Православной Церкви был избран на вакантную Вроцлавскую и Щецинскую кафедру, а также решением Блаженнейшего Митрополита Варшавского и всея Польши Саввы удостоен звания архиепископа.